# Hubert Ben Kemoun
Hubert Ben Kemoun, né à Sidi Bel Abbès en Algérie le 24 octobre 1958, est un auteur français de littérature d'enfance et de jeunesse.

## Biographie
Né à Sidi Bel Abbès, il a commencé sa carrière d'écrivain par des dramatiques pour Radio France,. et pour le théâtre (pour adultes).
Parallèlement, il travaille comme éducateur dans un institut spécialisé pour enfants psychotiques.
Après avoir publié un recueil de nouvelles et un roman, il entame une carrière prolifique d'auteur pour la jeunesse en 1992, publiant dans de nombreuses maisons d'édition (Syros, Nathan, Bayard, Flammarion, Casterman… ). Il écrit en particulier plusieurs romans policiers pour la jeunesse ( "Les hasards sont assassins")

En mai 2019 il visite des classes  au Lycée Français de Barcelone.

### Scène
- montée au paradis (en co-écriture avec Jean-Luc Annaix) (Comédie musicale). Théâtre Nuit de Nantes. (1991). Mise en scène Jean-Luc Annaix. Jouée de 91 à 94. Prix du public au Festival de Toulouse Avril 92.
- Privé d'elle, comédie musicale. Mise en scène Hugues Charbonneau. Théâtre du Pré Perché (Rennes). (1994). Jouée de 1993 à 2000
- Le Supplice de Chantal, ou Les Fins de moi sont difficiles (comédie déambulatoire, loufoque, dînatoire et musicale).  Mise en scène Christophe Rouxel. Théâtre Icare, St.-Nazaire(1997). Reprise sous sa nouvelle version. Fégréac (44). La Carrière (2011 puis 2012).

### Radio
De 1986 à 1998 scénariste et dialoguiste pour Radio France. (23 heures d'antenne). 
Dramatiques et feuilletons diffusés sur le réseau local, national et international de Radio France.

## Œuvres

### Romans
- Le Jour de tous les mensonges  (Nathan. 1996)
- Tous les Jours, c'est foot ! - Illustrations Régis Faller  (Nathan, coll. Première lune,série Nico, 1996)
- Le Coupable habite en face - (Casterman, coll. Romans, 1996)
- L'Heureux gagnant (Père Castor-Flammarion, 1996)
- Même pas cap... - Illustrations Régis Faller. Série Nico (Nathan, coll. Première lune, 1997)
- Le Naufragé du cinquième monde - (version courte). Je Bouquine (Bayard. 1997)
- Ça Zozote au zoo -  Ill. Bruno Heitz (Casterman, Coll. Six et plus, série “Pas si bêtes”. 1997)
- Tu te Trompes petit éléphant. - Ill. Bruno Heitz (Casterman, Coll. Six et plus, série “Pas si bêtes”. 1997)
- L’Œuf du coq - Ill. Bruno Heitz (Casterman, Coll. Six et plus, série “Pas si bêtes”. 1997)
- Uu monstre dans la peau - Illustrations François Roca (Nathan, coll. Demi-lune, 1997)
- L’Ogre du sommeil (Père Castor-Flammarion. 1998) - nouvelle édition 2013
- Prise d'otages à la Bastille - (Père Castor-Flammarion. 1998) nouv. version 2012.
- Marathon sur l'estuaire (Syros, coll. Souris noire, 1998 ; coll. Rat Noir, 2003)
- Le Soir du grand match - Illustrations François Avril (Nathan, coll. Demi Lune, 1998)
- La Rhino est une féroce -  Ill. Bruno Heitz (Casterman, Coll. Six et plus, série “Pas si bêtes”. 1999)
- Les Dix ans du yack - Ill. Bruno Heitz (Casterman, Coll. Six et plus, série “Pas si bêtes”. 1999)
- Pourtant le dromadaire a bien bossé - Ill. Bruno Heitz (Casterman, Coll. Six et plus, série “Pas si bêtes”. 1999)
- Le Jour des saigneurs  (Nathan, coll. Lune noire, 1999 ; coll. Comète, 2004)
- Nico. Comme une Grenouille - Illustrations Régis Faller (Nathan, coll. Première Lune, 1999)
- Ma Mère m'épuise (Hachette. Livre de poche Jeunesse, 1999)
- Le Naufragé du Cinquième Monde (Père Castor-Flammarion. 2000)
- Une brouette pour le président - Dans Superscope - “Mr le Président”. (Nathan. 2000)
- Le Renne est-il la reine ? - Ill. Bruno Heitz (Casterman, Coll. Six et plus, série “Pas si bêtes”. 2000)
- Nico. À fond les rollers - Illustrations Régis Faller (Nathan, coll. Première Lune, 2000)
- La citrouille olympique - Illustrations Vanessa Hié (Nathan, coll. Demi Lune, 2000)
- Terriblement Vert ! - Illustrations François Roca (Nathan, coll. Demi Lune, 2001)
- Comment ma Mère est devenue célèbre - (Hachette, coll. Livre de poche jeunesse. 2001)
- Pipi, les dents, et au lit ! - Illustrations Anaïs Massini (Nathan, coll. Étoile filante, 2001)
- La Farce du dindon - Ill. Bruno Heitz (Casterman, Coll. Six et plus, série “Pas si bêtes”. 2001)
- Nico. J'ai Trente ans dans mon verre – Illustrations Régis Faller. (Nathan 2001)
- Nulle ! (Casterman, coll. Romans Huit et plus, 2002)
- Nico. Maudit Mardi Gras ! - Illustrations Régis Faller. (Nathan. 2002)
- La Course de l'élan - Ill. Bruno Heitz (Casterman, Coll. Six et plus, série “Pas si bêtes”. 2002)
- Le Festin du morse - Ill. Bruno Heitz (Casterman, Coll. Six et plus, série “Pas si bêtes”. 2002)
- Quelques heures de folie dans la vie de Barnabé Rosenthal (Thierry Magnier. 2003)
- Le Secret de la décharge - Dans Superscope - “Protéger la nature”. (Nathan. 2003)
- Nico. Rapporteur ! - Illustrations Régis Faller (Nathan. 2004)
- Le Maître du temps - Illustrations Thomas Ehretsman (Nathan, coll. Demi-Lune, 2004)
- À la Folie (Thierry Magnier, coll. Nouvelles, 2004)
- Pas si Bêtes – Les jongleurs de lettres. Illustrations Bruno Heitz (Casterman .2004, Compilation de : Ca zozote au zoo, La Course de l’élan, Tu te trompes petit éléphant, et Le festin du morse)
- Profession : Nain de jardin (Thierry Magnier, coll. Petite poche, 2005)
- Le Visiteur du soir (Nathan, coll. Nathan poche, 2005)
- Nico. Êtes-vous bien mes vrais parents ? - Illustrations Régis Faller (Nathan. 2005)
- N’allez jamais à la bibliothèque pour plaire à la fille dont vous êtes amoureux (Pocket. 2005)
- Foot d'Amour (Thierry Magnier. 2005)
- Samuel. Chasse à l'Ombre - Illustrations Thomas Ehretsman (Nathan. 2006)
- Nico. Au Voleur ! - Illustrations Régis Faller (Nathan 2006)
- C’est la Jungle ! - Nouvelles. (recueil paru en 2000 et augmenté d’un inédit ; Nathan. 2006)
- 24 Heures d’éternité (Thierry Magnier. 2006)
- Vraiment pas de Bol ! (Thierry Magnier, coll. Petite poche, 2006)
- Soir de Rage (Nathan 2006)
- Samuel. Maudit Jardin ! - Illustrations Thomas Ehretsman (Nathan. 2006)
- Nico. Face à l’our - Illustrations Régis Faller (Nathan. 2007)
- Samuel. Le Retour d’Archibald - Illustrations Thomas Ehretsman (Nathan. 2007)
- La Gazelle (Flammarion, coll Tribal, 2007)
- NIco. La Visite de la présidente - illustrations Régis Faller (Nathan. 2008)
- Sale Gamin ! (Thierry Magnier, coll. Petite poche, 2008)
- Samuel. Le Grand déluge - Illustrations Thomas Ehretsman (Nathan. 2008)
- Ton Livre à écrire - Livre atelier d’écriture. Illustrations Robin (Nathan. 2008)
- Nico. Plus fort que le Pôle Nord - Illustrations Régis Faller (Nathan. 2009)
- Les Signatures du hasard (Seuil Jeunesse. 2009)
- Samuel. La Reine du monde - Illustrations Thomas Ehretsman (Nathan. 2009)
- La Fille de la vedette (Nathan. 2009)
- Fantôme sous la pluie (Rageot. 2009)
- Pleins Feux sur scène (Rageot. 2009()
- Petites combines et gros mensonges (Milan. 2009)
- Amour, impératif et pistolet (Thierry Magnier, coll. Petite poche, 2009)
- Juste une erreur (Seuil Jeunesse. 2010)
- Un Jour à tuer (Rageot 2010) - Prix Gavroche. 2011
- Samuel. Partie d'Enfer - Illustrations Thomas Ehretsman (Nathan. 2010)
- Nico. Perdu à Londres ! - Illustrations Régis Faller (Nathan. 2010)
- Ton Livre à écrire no 2 - Livre atelier d’écriture. Illustrations Robin (Nathan. 2010)
- Cette nuit, Soledad Rageot 2010)
- Mercédes cabossée (Thierry Magnier, coll. Petite Poche, 2011)
- Samuel. Un Concert maléfique - Illustrations Thomas Ehretsman (Nathan. 2011)
- Seul contre tous (Nathan. 2011)
- Caïds d'un soir (Rageot. 2011)
- La Pire meilleure journée de ma vie (Rageot. 2011)
- Violette dans le noir – Albumn, illustrations Peggy Nille (Nathan 2012)
- Samuel. Dans la Toile - Illustrations Thomas Ehretsman (Nathan. 2012)
- Les Monstres de là-bas (Thierry Magnier, coll. Petite poche, 2012)
- Seuls en enfer (Flammarion. 2012)
- Bouffon du roi, roi des bouffons (Père Castor-Flammarion. 1997)
- Blues en noir (Flammarion, coll. Tribal, 2001)
- Nico. À Quoi vous jouez ? - Illustrations Régis Faller (Nathan, coll. Premiers romans, 2013)
- Les Hasards sont assassins (nouvelle version du roman paru en 2002)
- La Fille seule dans le vestiaire des garçons (Flammarion. 2013)
- Le Jour de gloire est arrivé (Pocket. 2013)
- Samuel. Un monstre dans la peau - Illustrations François Roca (Nathan, 2013)
- Mortel ! (Pocket. 2014)
- L'Année de Jules. La surprise des surprises (Rageot. 2014)
- L'Année de Jules. Tous à la fête ! (Rageot. 2014)
- L'Année de Jules. J'’en suis malade (Rageot. 2014)
- L'Année de Jules. Ce n’est pas le vrai (Rageot. 2014)
- L'Année de Jules.Notre pirate préféré - Illustrateur Colonel Moutarde (Rageot, 2015)
- L'Année de Jules. Le jour des amoureux - Illustrateur Colonel Moutarde (Rageot, 2015)
- L'Année de Jules. Un poisson dans le dos - Illustrateur Colonel Moutarde (Rageot, 2015)
- L'Année de Jules. De l'argent dans les poches - Illustrateur Colonel Moutarde (Rageot, 2015)
- A samedi ! - Illustrations de Zaü (Rue du monde, 2015) : roman BD
- L'interrogatoire... ou ce qui s'est vraiment passé - Illustrations Clotka (Nathan, coll. Nathan poche, 2015)
- La Fille quelques heures avant l'impact (Flammarion Jeunesse. 2016)
- Joyeuses Pâques et bon Noël ! (Thierry Magnier, 2017)

### Albums
- Le Noël de Maître Belloni -  Illustrations Isabelle Chatellard (Père Castor-Flammarion, 1996)
- Imagine... - Illustrations Jean-François Dumont (Père Castor-Flammarion, 1997)
- Pénélope la Poule de Pâques - illustrations Stéphane Girel (Père Castor-Flammarion, 1998)
- La Nuit du Mélimos - Illustrations Isabelle Chatellard (Père Castor-Flammarion. 1999) Prix Millepages, 1999
- La Galette des Trois - Ill. Isabelle Chatellard (Père. Castor-Flammarion. 2000)
- Si… – Illustrations Frédéric Rébéna (Tourbillon. 2003)
- Les Rouges et les noirs – Illustrations Stéphane Girel (Père Castor Flammarion 2002)
- Hector, le Loup qui découvrit la peur du loup – Illustrations Hervé Le Goff (Père Castor-Flammarion. 2004)
- Le Fantôme de Nils et Lola - Illustrations Vanessa Hié (Ed. Duculot. Casterman. 2006)
- L’Épouvantail qui voulait voyager - Illustrations Hervé Le Goff (Ed. Castor Flammarion. 2006)
- Moi ! Illustrations Ronan Badel (Nathan. 2007)
- Le Grand concert - Illustrations Isabel Pin (Gautier-Languereau. 2008)
- Le Ventre de la chose - Illustrations Stéphane Girel (Vilo. 2008)
- L’Araignée gipsy - Illustrations Marie Paruit (Casterman. 2008)
- Monsieur Boniface - Illustrations Olivier Latyk (Tourbillon. 2008)
- Le Tatoueur de ciel - Illustrations David Sala (Duculot Casterman. 2009)
- Les Bouteilles à la mer - Illustrations Olivier Latyk (Ed. Castor Flammarion. 2010)
- La Mélodie de Mélodie - Illustrations Bruno Heitz (Seuil Jeunesse. 2011)
- Machin Truc Chouette - Illustrations Véronique Joffre (Rue du Monde, coll. Pas comme les autres, 2011)
- Le grand marché de Sidibel, illustrations Bruno Heitz (Albin Michel. 2012)
- Arlequin ou les oreilles de Venise - illustrations Mayalen Goust (Ed. Castor Flammarion. 2012)
- Le Gros chagrin - illustrations Charlotte Roederer (Nathan. 2012)
- Ou Alors pompier… – illustrations Bruno Heitz (Rue du Monde. 2013)
- Le Nouveau doudou - illustrations Charlotte Roederer (Nathan 2013)
- Le cadeau de la princesse qui avait déjà tout - Illustrations Cécile Becq (Albin Michel Jeunesse, 2014)
- Le peintre qui changea le monde - Illustrations Justine Brax (Albin Michel Jeunesse, 2015
- BIlly Jumpy, roi des pirates - Illustrations Bérengère Delaporte ( L'Elan vert, 2016)

## Récompenses
Hubert Ben Kemoun a reçu de nombreuses récompenses pour ses œuvres :
- Grand Prix du Festival de Douarnenez pour Sur l'autre rive en 1991.
- Prix du public au Festival de Toulouse pour Descente au paradis en 1992.
- Prix tatoulu pour Le jour des saigneurs en 2000 et pour Blues en noir 2003.
- Prix Sorcières pour Tellement vrai ! en 2002.
- Prix des jeunes lecteurs (Nanterre) pour Comment ma mère est devenue célèbre en 2002.
- Prix du Roman Jeunesse de l’île Maurice pour Le Jour du meurtre en 2004.
- Prix de l'Album France Télévisions pour Si… 2004.
- Prix des Incorruptibles pour Rapporteur ! en 2005
- Prix Littératures Jeunesse 2015